# Lijst van voetbalinterlands Comoren - Seychellen
Deze lijst van voetbalinterlands is een overzicht van alle officiële voetbalwedstrijden tussen de nationale teams van de Comoren en de Seychellen. De landen hebben tot op heden zes keer tegen elkaar gespeeld. De eerste ontmoeting, een wedstrijd tijdens de COSAFA Cup 2009, werd gespeeld in Bulawayo (Zimbabwe) op 20 oktober 2009. Het laatste duel, een groepswedstrijd tijdens de COSAFA Cup 2023, vond plaats op 6 juli 2023 in Durban (Zuid-Afrika).

## Wedstrijden
| № | Plaats      | Datum            | Competitie        | Wedstrijd            | Uitslag |
| - | ----------- | ---------------- | ----------------- | -------------------- | ------- |
| 1 | Bulawayo    | 20 oktober 2009  | COSAFA Cup 2009   | Seychellen − Comoren | 1 − 2   |
| 2 | Praslin     | 4 augustus 2011  | Vriendschappelijk | Seychellen − Comoren | 0 − 0   |
| 3 | Pietersburg | 27 mei 2018      | COSAFA Cup 2018   | Comoren − Seychellen | 1 − 1   |
| 4 | Moroni      | 1 september 2021 | Vriendschappelijk | Comoren − Seychellen | 7 − 1   |
| 5 | Durban      | 10 juli 2022     | COSAFA Cup 2022   | Seychellen − Comoren | 1 − 2   |
| 6 | Durban      | 6 juli 2023      | COSAFA Cup 2023   | Seychellen − Comoren | 0 − 3   |

## Samenvatting
| Competitie        | Totaal gespeeld | Winst Comoren | Gelijk | Winst Seychellen | Doelsaldo Comoren – Seychellen |
| ----------------- | --------------- | ------------- | ------ | ---------------- | ------------------------------ |
| COSAFA Cup        | 4               | 3             | 1      | 0                | 8 − 3                          |
| Vriendschappelijk | 2               | 1             | 1      | 0                | 7 − 1                          |
| Totaal            | 6               | 4             | 2      | 0                | 15 − 4                         |

Wedstrijden bepaald door strafschoppen worden, in lijn met de FIFA, als een gelijkspel gerekend.
FCF · Comorees vrouwenelftal

Interlands
Tegenstander:
Angola ·
Botswana ·
Burkina Faso ·
Burundi ·
Centraal-Afrikaanse Republiek ·
Djibouti ·
Egypte ·
Ethiopië ·
Gabon ·
Gambia ·
Ghana ·
Guinee ·
Ivoorkust ·
Jemen ·
Kaapverdië ·
Kameroen ·
Kenia ·
Lesotho ·
Libië ·
Madagaskar ·
Malawi ·
Malediven ·
Mali ·
Marokko ·
Mauritanië ·
Mauritius ·
Mozambique ·
Namibië ·
Oeganda ·
Palestina ·
Seychellen ·
Sierra Leone ·
Swaziland ·
Togo ·
Tsjaad ·
Tunesië ·
Zambia ·
Zimbabwe ·
Zuid-Afrika
SFF · A-internationals · Seychels vrouwenelftal
1980 - 1989 · 
1990 - 1999 · 
2000 – 2009 · 
2010 – 2019 ·
2020 − 2029
Algerije ·
Angola ·
Bangladesh ·
Botswana ·
Burkina Faso ·
Burundi ·
Comoren ·
Congo-Kinshasa ·
Eritrea ·
Ethiopië ·
Gabon ·
Gambia ·
Ivoorkust ·
Kenia ·
Lesotho ·
Libië ·
Madagaskar ·
Malawi ·
Malediven ·
Mali ·
Mauritius ·
Mozambique ·
Namibië ·
Nigeria ·
Oeganda ·
Palestina ·
Rwanda ·
San Marino ·
Sierra Leone ·
Soedan ·
Sri Lanka ·
Swaziland ·
Tanzania ·
Tunesië ·
Zambia ·
Zimbabwe ·
Zuid-Afrika ·
Zuid-Soedan